# Hector van Altena
Pour les articles homonymes, voir Altena.
Hector van Altena, né en 1741 à Blessum (Frise) et mort le 11 avril 1806 à Leeuwarden, est un homme politique néerlandais.

## Biographie
Sous la Révolution batave, Van Altena, avocat frison, soutient Court Lambertus van Beyma, chef des patriotes frisons, contre les orangistes. Il est élu représentant aux États provinciaux de la Frise en 1786. La répression prussienne de septembre 1787 le contraint à s'exiler dans les Pays-Bas autrichiens puis en France, à Saint-Omer. Le gouvernement français lui octroie une pension de 24 livres par semaine.
Après la proclamation de la République batave en 1795, Hector van Altena rentre à Leeuwarden et se fait élire à l'assemblée provisoire de Frise le 21 mars 1795. En mars 1796, il est élu député de Leeuwarden à la première assemblée nationale batave, où il siège avec Van Beyma aux côtés des fédéralistes. Il est réélu en août 1797 mais l'élection est annulée en raison d'irrégularités. Il est cependant réélu le 16 octobre. De plus en plus modéré, il se détache peu à peu de Van Beyma. Après le coup d'État du 22 janvier 1798, il rejoint les unitaristes et conserve son siège de député. Il siège au comité des Affaires intérieures et préside l'assemblée du 30 avril au 4 mai 1798.
Il se retire de la vie politique après le coup d'État du 12 juin 1798.